# Запорізький академічний театр молоді
Запорі́зький академі́чний теа́тр мо́лоді — академічний театр молоді у Запоріжжі, головна театральна сцена міста для глядачів дитячого та юнацького віку.

## Історія
Запорізький обласний академічний театр юного глядача був створений 1979 року. 20 листопада прем'єрою вистави «Драматична пісня» відбулося відкриття установи. Очолив театр заслужений артист УРСР Олександр Король. Тривалий час установа не мала власного приміщення, а колектив театру поневірявся по різним Палацам культури. Творчий склад трупи з самого початку був створений з професійних акторів, випускників Київського державного інституту театрального мистецтва імені Івана Карпенка-Карого та Харківського інституту театрального мистецтва, а також професійних акторів, що пройшли конкурсний відбір.
Театр ставив спектаклі різних жанрів: комедії, драми, трагікомедії, дитячі музичні вистави. Тут ставили твори Миколи Гоголя, Миколи Ердмана, Володимира Маяковського, Вільяма Шекспіра, Ніни Садур, Антона Чехова, Олександра Островського, Івана Франко, Ліни Костенко, Самуїла Маршака, Корнія Чуковського та інших.
З 1988 року театр став іменуватися Театром молоді, що допомогло розширити глядацьку аудиторію. Театр співпрацював з театром міста Обергаузена (Німеччина), що дозволило створити дві вистави: «Безіменна зірка» Г. Себастіану, поставлена режисером Віталієм Денисенком на сцені оберхаузенського театру, і «Добра людина з Сичуані» Б. Брехта, поставлена німецьким режисером. 
1994 року театр брав участь у міжнародному театральному фестивалі есперантистів в Угорщині, для чого акторам театру довелося вивчити мову есперанто і зіграти на ній виставу «Мауглі».
Робота театру оцінювалася критиками (В. Заболотна, Л. Приходько, А. Чепалов, В. Гайдабура). Позитивні відгуки про театр неодноразово публікувалися в таких журналах як «Український театр», «Театр плюс», «Просценіум», «Страсний бульвар». Театрознавці звертали увагу на високий виконавський рівень колективу, прагнення до експерименту, до пошуку нових форм, до оновлення сценічної мови.
З 2005 року художнім керівником театру став заслужений діяч мистецтв України Геннадій Фортус. 2012 року театр отримав звання академічного.

## Театр сьогодні
Нині колектив театру складається з професійних акторів, а постановки театру не раз отримували нагороди, премії та призи на багатьох театральних фестивалях. У трупі є також молоді випускники Запорізького національного університету. У театрі працює композитор та заслужений діяч мистецтв України Лілія Гринь.
Театр є лауреатом республіканських, міжнародних фестивалів, що проводилися у Києві, Львові, Москві, Харкові. Театр неодноразово отримував нагороди всеукраїнських театральних фестивалів, він є лауреатом фестивалю «Театральний Донбас — 2004». 
У 2007, 2009 роках театр визнаний найкращим на Відкритому фестивалі театрів для дітей та юнацтва «ТЮГ-2007», «ТЮГ-2009». У 2006—2008, 2010—2011 роках трупа театру стала переможцем огляду-конкурсу прем'єрних вистав Придніпров'я «Січеславна». Театр неодноразово ставав лауреатом фестивалю «Добрий театр».
20 листопада 2019 року Запорізький академічний театр молоді відзначив 40-річчя з дня заснування.

## Репертуар театру
Репертуар театру складається більш ніж з 30 вистав, які поставлені за класичною та сучасною літературою за творами Самуїла Маршака, Корнія Чуковського тощо.